# バルトロメオ・スカッピ

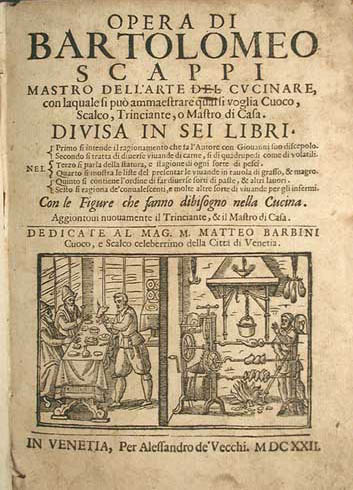
Opera dell'arte del cucinare 1622年版

バルトロメオ・スカッピ（Bartolomeo Scappi、1500年頃 - 1577年4月13日）は、ルネサンス期のイタリアの著名な料理人であり、教皇ピウス4世・ピウス5世の料理人だったことで特に知られる。

## 生涯
スカッピはロンバルディア州ドゥメンツァ出身で、ルイーノの教会にある石碑には同地で生まれたと刻まれている。
枢機卿ロレンツォ・カンペッジに仕えていた1536年4月、枢機卿が主催する盛大な宴会を担当した。その後は、他の幾人かの枢機卿に仕えた後、教皇ピウス4世に仕え、バチカンの厨房で働き始めた。ピウス4世の没後も、引き続き次代のピウス5世に仕えた。スカッピは、国際的に知られるセレブリティシェフの先駆けとして知られている。
1570年に料理本『Opera di Bartolomeo Scappi Maestro dell'arte del cucinare』（料理の達人バルトロメオ・スカッピの作品、通称『オペラ』）を執筆し、さらなる名声を得た。この本には、ルネサンス期の料理1000点のレシピのほか、調理技術や調理器具の説明が記載されている。史上初めてフォークの絵が掲載された本である。本書の中でスカッピは、パルメザンチーズが地球上で最も良いチーズだと断言している。また、「ユダヤ人が飼育するガチョウの肝臓は極めて大きく、2から3ポンドの重さがある」と記述しており、当時のユダヤ人がフォアグラの生産のために強制摂食を行っていたことを示唆している。本書は1570年から1643年にかけて継続的に出版された。
スカッピは1577年4月13日に死去し、ローマにあった料理人と菓子職人のための教会であるサンティ・ヴィンチェンツォ・エ・アナスタージオ・アッラ・レーゴラ教会に埋葬された。